# Luca Iaconi-Stewart
Luca Iaconi-Stewart (San Francisco, 1991) è un designer statunitense.
Iaconi-Stewart ha ottenuto un ampio risalto, nel 2014, per aver costruito un modellino in scala 1:60 di un Boeing 777-300ER dell'Air India utilizzando fogli di cartoncino Manila. La visibilità è arrivata dai video della realizzazione dell'aeroplano di carta che hanno avuto un forte impatto sul pubblico mondiale via social. Il modellino ricrea in modo molto dettagliato e funzionante tutto l'aeroplano, compresi bulloni, tubi idraulici, portelloni oltre al meccanismo di posizionamento dello schienale dei sedili, i carrelli per il trasportare gli alimenti ed i carrelli di atterraggio ed un dettaglio che nessun viaggiatore può vedere: i moduli dove dorme l'equipaggio e la cabina di pilotaggio assieme ai sedili dell'equipaggio.
Iaconi-Stewart ha iniziato a lavorare sul modello mentre era studente alla Lick-Wilmerding High School di San Francisco alla fine degli anni 2000. Ha sostenuto che ci siano volute 10.000 ore, circa 5 anni, per completare il modellino e che ha dedicato un'intera estate solo per completare la costruzione dei sedili dei passeggeri. La costruzione è iniziata con la progettazione al computer, per poi passare alla stampa delle linee sui cartoncini Manila, che poi sono stati ritagliati con un coltellino X-Acto, in ultimo presi con delle pinzette, ripiegati ed incollati. Iaconi-Stewart ha raccontato durante una intervista di aver trovato gli schemi dei sedili del Boeing 777-200ER e di aver dovuto imparare, da una serie di video su YouTube, come funzionasse la versione 115B del nuovo motore General Electric GE90 per poterlo riprodurre in maniera realistica.
CNET ha dichiarato il modellino "l'aeroplano di carta più bello di sempre", WIRED ha nominato Iaconi-Stewart "il miglior produttore di aeroplani di carta del mondo", BUSINESS INSIDER ha titolato "Questo è l'aeroplano di carta più bello che tu abbia mai visto", mentre la CNN lo ha definito "forse l’aereo di carta più impressionante del mondo". La testata italiana Fanpage.it lo ha definito "uno dei più grandi modellisti di carta al mondo"
Secondo Iaconi-Stewart, abbandonò il Vassar College a Poughkeepsie per dedicare più tempo alla costruzione del modello. In un'intervista con The Independent, Iaconi-Stewart ha detto che il suo lavoro è stato ispirato dal tentativo di "spingere i limiti di ciò che si potrebbe fare" con il cartoncino Manila.
Nel 2015 la compagnia aerea Singapore Airlines ha chiesto a Luca di riprodurre tutte le sedute seggiolini dei suoi aerei in miniatura con il cartoncino.